# Erik Lindman Mata
Erik Lindman Mata, född 21 maj 1992 i Mérida, Venezuela, och uppvuxen på Gotland, är en svensk poet, översättare och redaktör.
Han utkom 2020 med debutverket Pur som utgår från förlusten av en flickvän som blev mördad i Österrike 2016. För den boken tilldelades Lindman Mata både Borås Tidnings debutantpris 2021 och Katapultpriset, delat med Hanna Johansson, samma år.
Lindman Mata är ansvarig utgivare för tidskriften Clarté.
I maj 2025 var han månadens diktare i Sveriges radios Dagens dikt.

## Översättningar
- Arthur Schnitzler (2023) [1924]. Fröken Else. Stockholm: Bokförlaget Faethon. Libris 9srd0qr67zd847sq. ISBN 9789189728028

- Aubrey Birch (2024). VESICAPISCIS. Stockholm: Pamflett förlag. Libris 9vjkdpnd70bmth9k. ISBN 9789198813357

- Mosab Abu Toha (2025) [2022]. Saker du kan hitta gömda i mitt öra. Översatt tillsammans med David Zimmerman. Stockholm: Aska förlag. Libris 1lcx07s4znm8pm31. ISBN 9789189399273

- T. S. Eliot (2025) [1915-1944]. Dikter 1915-1945. Med översättningar av Karin Boye, Gunnar Ekelöf, Erik Mesterton, Erik Lindegren och Johannes Edfeldt. Stockholm: Modernista. Libris gxzc58g9dhmbmk0x. ISBN 9789180631570